# غامخور
غامخور هي بلدة في مقاطعة قزل تبه في ولاية نواوي في أوزبكستان.